# Miss Venezuela

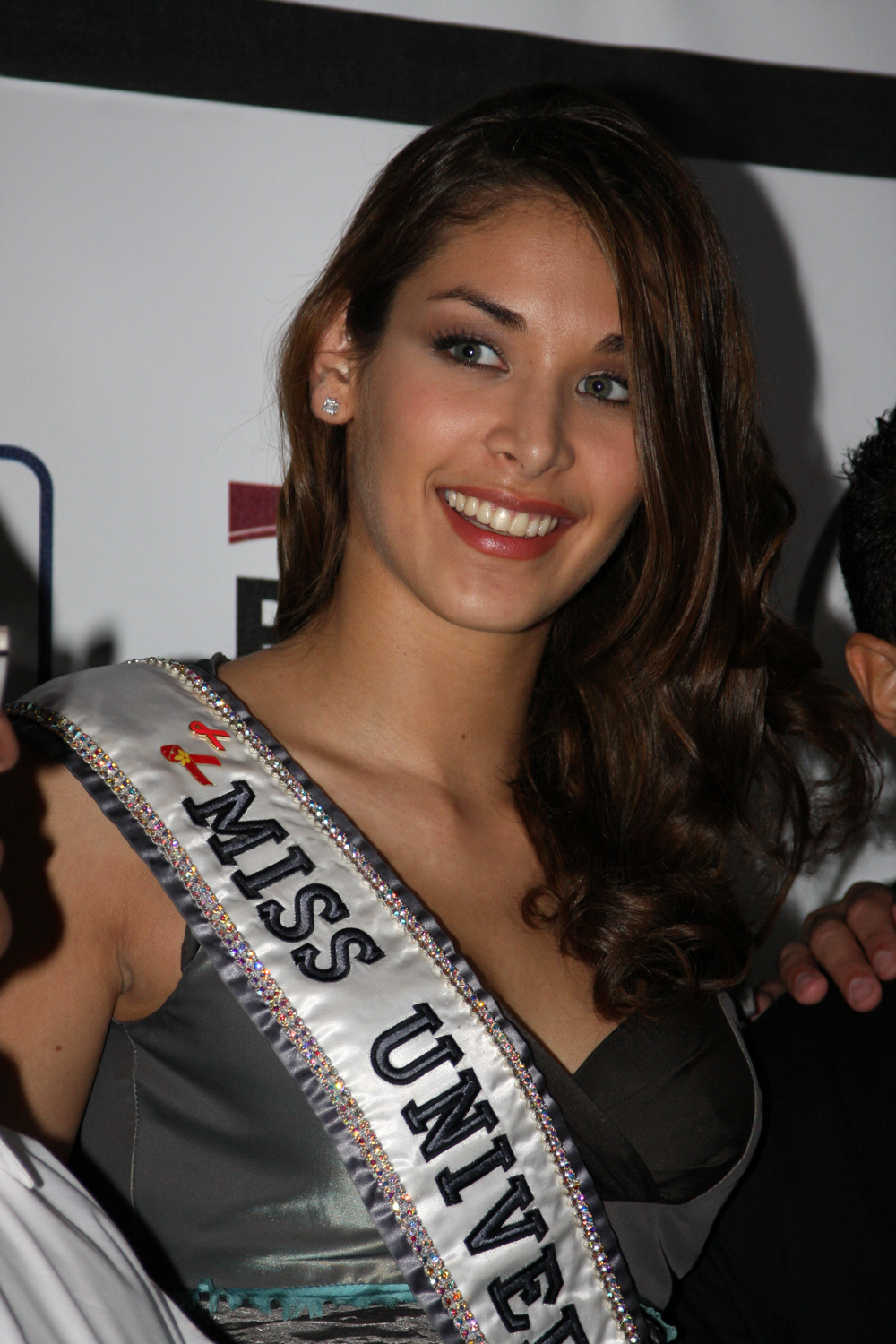
Dayana Mendoza, Miss Venezuela 2007 és Miss Universe 2008

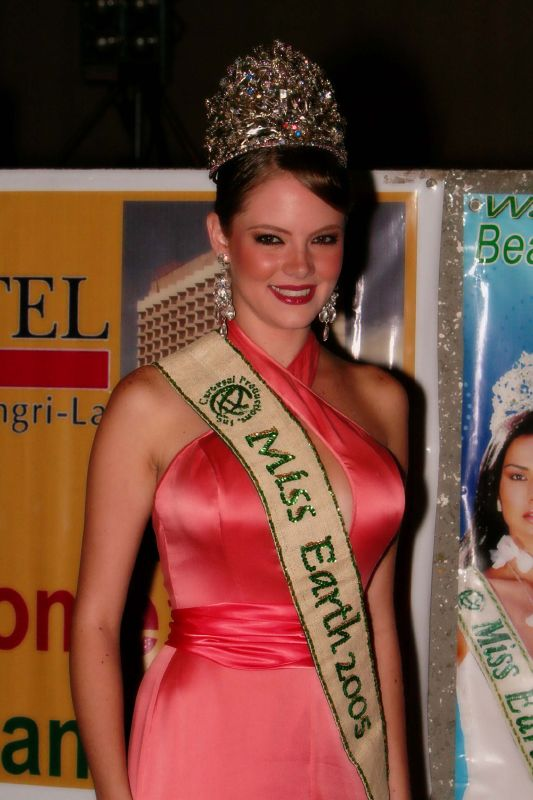
Alexandra Braun, Miss Earth 2005

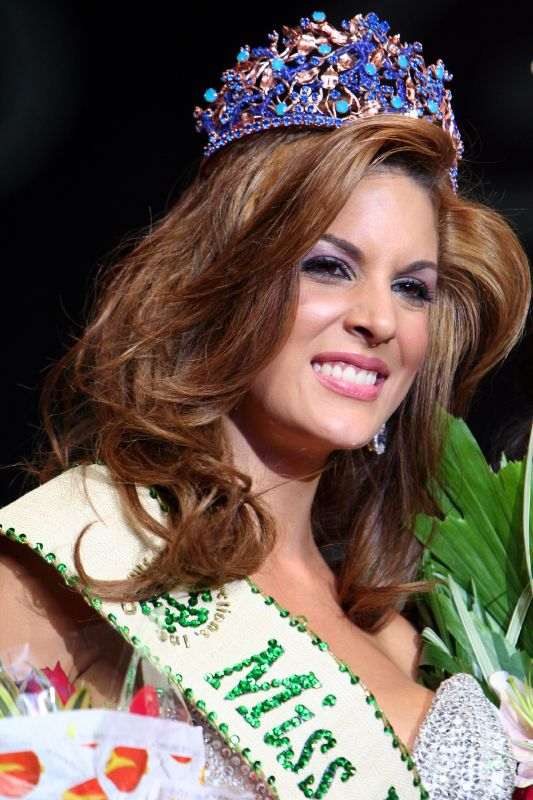
Silvana Santaella, Miss Earth 2007, 3. helyezett

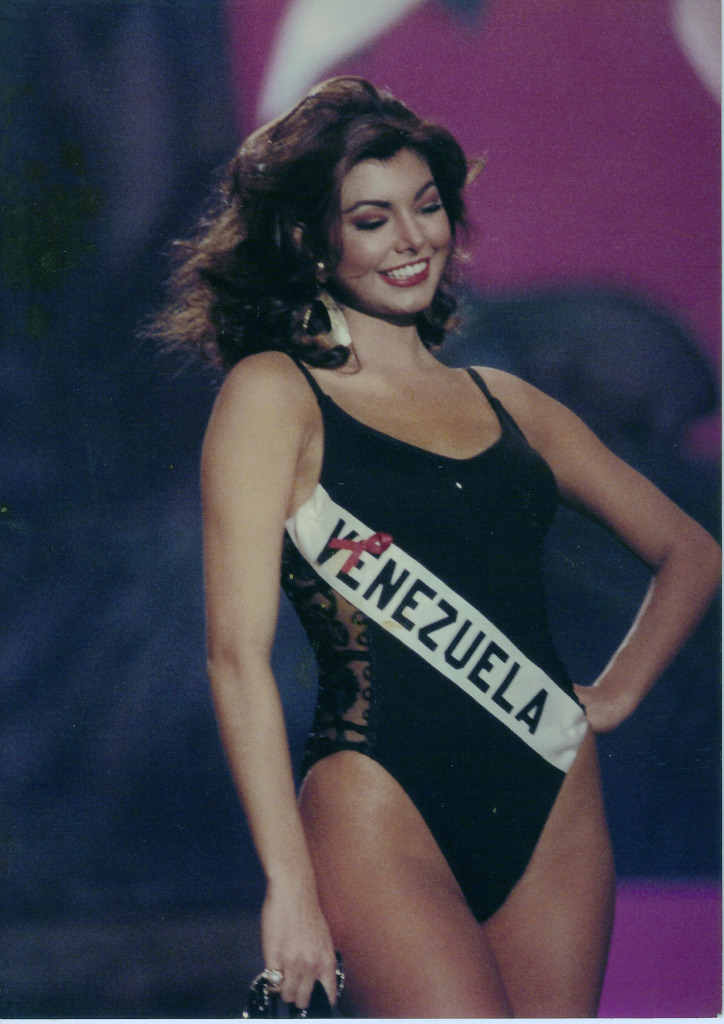
Milka Chulina, Miss Venezuela 1992 és 3. helyezett a Miss Universe 1993 versenyen.

A Miss Venezuela egy 1952 óta évenként megrendezett szépségverseny Venezuelában. A verseny résztvevői közül választják ki az ország küldöttjét a Miss Universe, Miss World, Miss International és Miss Earth nemzetközi versenyekre, valamint több kisebb jelentőséggel bíró versenyre.
A szépségversenyeken részt vevő országok között Venezuela nagyhatalomnak számít. 7 Miss Universe, 5 Miss World, 6 Miss International és egy Miss Earth győzelemmel valamint a számtalan második-harmadik és középdöntős helyezéssel Venezuela vezet mindenféle szépségverseny-ranglistát. Ezeket az eredményeket szinte mind Osmel Sousa direktorsága alatt érték el, az 1970-es évektől kezdődően.
A versenyt hagyományosan szeptemberben rendezik meg, ami alól a 2010-es év kivétel, a döntőt október végén tartották meg. Az általában akár 4 órán át is tartó döntőt élőben közvetíti a Venevisión csatorna nem csak Venezuelában, de számos latin-amerikai országban, és egy rövidített változatát sugározzák Mexikóban és az Egyesült Államokban is.

## A verseny menete
A versenyre minden évben több ezer nevezés érkezik. Nem egy versenyző akár ötször vagy hatszor is megpróbálkozik azzal, hogy elnyerje valamelyik állam nevében a döntőn való részvételi jogot. Venezuela 23 állama, a főváros és Zulia két tartománya mindig részt vesz a versenyen, az ország többi régiója pedig sokszor küld versenyzőt. Azonban csupán néhány államban, például Zuliában, Tachirában és Carabobóban rendeznek állami versenyt, a többi állam és régió esetében véletlenszerűen döntik el, hogy a döntőbe jutott versenyzők melyik államot fogják képviselni, még ha nem is odavalósiak. Ennek ellenére néhány állam igen jó eredményeket mondhat magáénak a döntőn, például Miranda, Nueva Esparta, Carabobo vagy Distrito Capital.
A versenyzők vagy az állami versenyen vesznek részt (ha van ilyen), vagy közvetlenül a fővárosba küldik a jelentkezésüket. A regionális versenyeken 3-6 versenyzőt választanak ki, aki az adott államot, vagy esetleg valamely szomszédos államot fogja képviselni az országos döntőn. A verseny főszervezője, Osmel Sousa azonban fenntartja magának a jogot, hogy akár a zsűri döntésével ellenkező végeredményt állapítson meg. A verseny szervezői továbbá azt a jogot is fenntartják, hogy bármely döntőbe jutott versenyzőt visszaléptessék, ha úgy érzik, hogy mégsem felel meg a kívánalmaknak. Az ilyen visszaléptetések azonban többnyire még az előtt történnek meg, hogy az államokat "kiosztanák" a versenyzők között. A 26-32 döntőre kiválasztott versenyző után még további 25-30 tartalékversenyző is van, akik közül akár az utolsó percben is bekerülhet valaki a döntőbe egy-egy visszaléptetett versenyző helyére.
A Miss Venezuela versenyen ritka, hogy egy versenyző többször is részt vegyen a döntőn, bár a szabályok lehetővé teszik.

### Tréning
Amint egy versenyzőt kiválasztanak a döntőn való részvételre, intenzív, mintegy 6 hónapig tartó felkészítés veszi kezdetét. A versenyző beszédórákat vesz, alakformáló- és kondicionáló edzéseken vesz részt, modelltanfolyamot végez, sminkleckéket és minden egyéb szükséges oktatást megkap, ami nem csak az országos döntőre, de a nemzetközi versenyekre való felkészülést segíti. A versenyző döntésén múlik, hogy igénybe vesz-e plasztikai sebészeti eljárásokat, és kozmetikai fogászatot.
Mivel a Miss Venezuela döntő mintegy 4 órán át tart, ezért a táncok és egyéb koreográfiák megtanulása már hetekkel a döntő előtt megkezdődik. A verseny hivatalos - fürdőruhás és estélyi ruhás - fotóinak az elkészítése is ekkor történik, akárcsak a megfelelő ruhatár kiválasztása. A szabályok szerint az estélyi ruhákat mindig venezuelai tervezők készítik. 1999-ben mind a 26 versenyzőnek külön-külön divattervező készítette el az estélyi ruhát, 2006-ban pedig maguk a tervezők is felvonultak a színpadra. 2008-ban hozták létre a Best Evening Gown (Legjobb estélyi ruha) különdíjat.
A győztesek a döntő után is folytatják a felkészülést, ezúttal már a nemzetközi versenyekre. Ebben már olyan szponzorok segítségére számíthatnak, mint a Pepsi-Cola, Palmolive, Colgate, Ebel és a Lux, amely márkákat Venezuela hagyományosan jó nemzetközi eredményei győztek meg arról, hogy érdemes támogatniuk a versenyt.

## Nemzetközi eredmények
20 éven át, 1983 és 2003 között nem volt olyan év, hogy Venezuela ne jutott volna tovább a Miss Universe középdöntőjébe, azaz a legjobb 10-15 ország közé. 1991-től 2003-ig pedig legalább a 6. helyezésig jutott az adott év versenyzője. Ez a sikerszéria 2004-ben szakadt meg, amikor Ana Karina Añez nem jutott be a középdöntőbe.
1981-ben és 1982-ben venezuelai hölgy birtokolta mind a Miss Universe, mind a Miss World címet Irene Sáez (Universe) és Pilín León (World) személyében. Ugyanez megtörtént 1995-1996-ban, mikor Alicia Machado birtokolta a Miss Universe, míg Jackueline Aguilera a Miss World címet. A két legfontosabb szépségversenyen való egyidejű győzelem csupán két másik országnak sikerült, 1972-ben Ausztráliának és 1994-ben és 2000-ben Indiának. 2008-ban és 2009-ben pedig egyaránt venezuelai győzelem született a Miss Universe versenyen, ami a verseny több mint 50 éves történetében addig még nem fordult elő.
A kisebb jelentőségű nemzetközi versenyeket is számolva, Venezuela több mint 70 nemzetközi versenyt nyert meg.

### A győztesek karrierje
A Miss Venezuela versenyen való részvétel nagy lehetőség az ország fiatal lányai számára. Legalább 12, Venezuelában jó nevű modell köszönheti karrierje elindulását a versenynek, és az ország szinte majdnem mindegyik női televíziós személyisége kapcsolatban állt a Miss Venezuela versennyel. Ugyanakkor néhány olyan győztes is akadt, aki éppen modellkarrierje befejeztével nevezett be a versenyre.
Bár a legtöbb versenyző a modell- és televíziós világban találta meg a számítását a verseny után, a legnagyobb karriert mégis Irene Sáez futotta be, aki Miss Venezuela cím elnyerése után megnyerte a Miss Universe versenyt is 1981-ben, majd politikai pályára lépett és előbb Caracas egyik városrészének polgármestere, majd kormányzó lett, és végül 1998-ban Hugo Chávez ellen indult a venezuelai elnökválasztáson.

## Győztesek
A Miss Venezuela verseny győztesei. Színes háttérrel kiemelve azok, aki megnyerték a Miss Universe versenyt (kivéve 1955, amikor a győztes a Miss World versenyt nyerte meg.)
| Év      |  | Miss Venezuela                                         | Állam            | A verseny helyszíne                        |
| ------- |  | ------------------------------------------------------ | ---------------- | ------------------------------------------ |
| 1952    |  | Sofía Silva Inserry                                    | Bolívar          | Valle Arriba Golf Club, Caracas            |
| 1953–54 |  | Gisela Bolaños Scarton                                 | Carabobo         | Valle Arriba Golf Club, Caracas            |
| 1955    |  | Carmen Susana Duijm Zubillaga                          | Miranda          | Hotel Tamanaco, Caracas                    |
| 1956    |  | Blanca "Blanquita" Heredia Osío                        | Distrito Federal | Hotel Tamanaco, Caracas                    |
| 1957    |  | Consuelo Leticia Nouel Gómez                           | Distrito Federal | Hotel Tamanaco, Caracas                    |
| 1958–59 |  | Ida Margarita Pieri Perez                              | Sucre            | Hotel Ávila, Caracas                       |
| 1960    |  | Gladys "Laly" Ascanio Arredondo                        | Distrito Federal | Hotel Tamanaco, Caracas                    |
| 1961    |  | Anasaria "Ana" Griselda Vegas Albornoz                 | Caracas          | Hotel Tamanaco, Caracas                    |
| 1962    |  | Olga "Olguita" Antonetti Núñez                         | Anzoátegui       | Teatro París, Caracas                      |
| 1963    |  | Irene Amelia Morales Machado                           | Guárico          | Teatro París, Caracas                      |
| 1964    |  | Mercedes Revenga De La Rosa                            | Miranda          | Teatro París, Caracas                      |
| 1965    |  | María Auxiliadora De Las Casas Mc. Gill                | Distrito Federal | Teatro del Círculo Militar, Caracas        |
| 1966    |  | Magaly Beatriz Castro Egui                             | Guárico          | Teatro del Este, Caracas                   |
| 1967    |  | Mariela Pérez Branger                                  | Vargas           | Teatro de la Escuela Militar, Caracas      |
| 1968    |  | Peggy Kopp Arenas                                      | Distrito Federal | Teatro Altamira, Caracas                   |
| 1969    |  | María José de las Mercedes Yellici Sánchez (lemondott) | Aragua           | Teatro París, Caracas                      |
| 1969    |  | Marzia Rita Gisela Piazza Suprani                      | Vargas           | Teatro París, Caracas                      |
| 1970    |  | Bella Mercedes La Rosa De La Rosa                      | Carabobo         | Teatro Nacional de Venezuela, Caracas      |
| 1971    |  | Jeanette Amelia de la Coromoto Donzella Sánchez        | Monagas          | Teatro Nacional de Venezuela, Caracas      |
| 1972    |  | María Antonieta Cámpoli Prisco                         | Nueva Esparta    | Teatro París, Caracas                      |
| 1973    |  | Ana Paola Desirée Facchinei Rolando                    | Carabobo         | Club de Sub-Oficiales, Caracas             |
| 1974    |  | Neyla Chiquinquirá Moronta Sangronis                   | Zulia            | Club de Sub-Oficiales, Caracas             |
| 1975    |  | Maritza Pineda Montoya                                 | Nueva Esparta    | Poliedro de Caracas, Caracas               |
| 1976    |  | Elluz Coromoto Peraza González (lemondott)             | Guárico          | Teatro París, Caracas                      |
| 1976    |  | Judith Josefina Castillo Uribe                         | Nueva Esparta    | Teatro París, Caracas                      |
| 1977    |  | Cristal del Mar Montañez Arocha                        | Vargas           | Teatro París, Caracas                      |
| 1978    |  | Marisol Alfonzo Marcano                                | Guárico          | Teatro del Club de Sub-Oficiales, Caracas  |
| 1979    |  | Maritza Sayalero Fernández                             | Vargas           | Hotel Caracas Hilton, Caracas              |
| 1980    |  | María Xavier "Maye" Brandt Angulo                      | Lara             | Hotel Macuto Sheraton, Caraballeda, Vargas |
| 1981    |  | Irene Lailín Sáez Conde                                | Miranda          | Hotel Macuto Sheraton, Caraballeda, Vargas |
| 1982    |  | Ana Teresa Oropeza Villavicencio                       | Guárico          | Hotel Macuto Sheraton, Caraballeda, Vargas |
| 1983    |  | Paola Laura Ruggeri Ghigo                              | Portuguesa       | Hotel Macuto Sheraton, Caraballeda, Vargas |
| 1984    |  | Carmen María Montiel Ávila                             | Zulia            | Hotel Macuto Sheraton, Caraballeda, Vargas |
| 1985    |  | Silvia Cristina Martínez Stapulionis                   | Guárico          | Hotel Macuto Sheraton, Caraballeda, Vargas |
| 1986    |  | Bárbara Palacios Teyde                                 | Trujillo         | Teatro Municipal de Caracas, Caracas       |
| 1987    |  | Inés María Calero Rodríguez                            | Nueva Esparta    | Teatro Municipal de Caracas, Caracas       |
| 1988    |  | Yajaira Cristina Vera Roldán                           | Miranda          | Teatro Municipal de Caracas, Caracas       |
| 1989    |  | Eva Lisa Larsdotter Ljung                              | Lara             | Poliedro de Caracas, Caracas               |
| 1990    |  | Andreína Katarina Goetz Blohm                          | Bolívar          | Poliedro de Caracas, Caracas               |
| 1991    |  | Carolina Eva Izsak Kemenyfy                            | Amazonas         | Poliedro de Caracas, Caracas               |
| 1992    |  | Milka Yelisava Chulina Urbanich                        | Aragua           | Poliedro de Caracas, Caracas               |
| 1993    |  | Minorka Marisela Mercado Carrero                       | Apure            | Teresa Carreño Cultural Complex, Caracas   |
| 1994    |  | Denyse del Carmen Floreano Camargo                     | Costa Oriental   | Teresa Carreño Cultural Complex, Caracas   |
| 1995    |  | Yoseph Alicia Machado Fajardo                          | Yaracuy          | Poliedro de Caracas, Caracas               |
| 1996    |  | Marena Josefina Bencomo Giménez                        | Carabobo         | Poliedro de Caracas, Caracas               |
| 1997    |  | Veruska Tatiana Ramírez                                | Táchira          | Poliedro de Caracas, Caracas               |
| 1998    |  | Lucbel Carolina Indriago Pinto                         | Delta Amacuro    | Poliedro de Caracas, Caracas               |
| 1999    |  | Martina Thorogood Heemsen                              | Miranda          | Poliedro de Caracas, Caracas               |
| 2000    |  | Eva Mónica Anna Ekvall Johnson                         | Apure            | Poliedro de Caracas, Caracas               |
| 2001    |  | Cynthia Cristina Lander Zamora                         | Distrito Capital | Poliedro de Caracas, Caracas               |
| 2002    |  | Mariángel Ruiz Torrealba                               | Aragua           | Poliedro de Caracas, Caracas               |
| 2003    |  | Ana Karina Áñez Delgado                                | Lara             | Estudio 1, Venevisión, Caracas             |
| 2004    |  | Mónica Spear Mootz                                     | Guárico          | Poliedro de Caracas, Caracas               |
| 2005    |  | Jictzad Nakarhyt Viña Carreño                          | Sucre            | Poliedro de Caracas, Caracas               |
| 2006    |  | Lidymar Carolina Jonaitis Escalona                     | Guárico          | Poliedro de Caracas, Caracas               |
| 2007    |  | Dayana Sabrina Mendoza Moncada                         | Amazonas         | Poliedro de Caracas, Caracas               |
| 2008    |  | Stefanía Fernández Krupij                              | Trujillo         | Poliedro de Caracas, Caracas               |
| 2009    |  | Marelisa Gibson Villegas                               | Miranda          | Poliedro de Caracas, Caracas               |
| 2010    |  | Vanessa Andrea Goncalves Gómez                         | Miranda          | Palacios de Eventos, Maracaibo             |
| 2011    |  | Irene Esser                                            |                  |                                            |
| 2012    |  | Gabriela Isler                                         | Guarico          | Caracas                                    |

## Résztvevők a nemzetközi versenyeken

### Miss Universe
A Miss Universe versenyen az esetek majdnem száz százalékában a Miss Venezuela verseny győztese vesz részt. Csupán néhány évben fordult elő, hogy nem volt venezuelai versenyző a világverseny mezőnyében, vagy a győztes visszalépett és helyette más versenyzett.
Az alábbi táblázat a versenyzők és államuk neve mellett a Miss Universe versenyen elért eredményeiket mutatja.
| Év   | Név                                              | Helyezés     |
| ---- | ------------------------------------------------ | ------------ |
| 1952 | Sofía Silva Inserry                              |              |
| 1953 | Gisela Bolaños Scarton                           |              |
| 1954 | –                                                |              |
| 1955 | Carmen Susana Duijm Zubillaga                    | Középdöntős  |
| 1956 | Blanca Heredia Osio                              | Középdöntős  |
| 1957 | Consuelo Leticia Nouel Gómez                     |              |
| 1958 | Ida Margarita Pieri Pérez                        |              |
| 1959 | –                                                |              |
| 1960 | Mary Quiroz Delgado                              |              |
| 1961 | Ana Griselda Vegas Albornoz                      |              |
| 1962 | Virginia Elizabeth Bailey Lázzari                |              |
| 1963 | Irene Amelia Morales Machado                     |              |
| 1964 | Mercedes Revenga De la Rosa                      | Középdöntős  |
| 1965 | María Auxiliadora De las Casas McGill            |              |
| 1966 | Magaly Beatriz Castro Egui                       |              |
| 1967 | Mariela Pérez Branger                            | 2. helyezett |
| 1968 | Peggy Kopp Arenas                                | 4. helyezett |
| 1969 | María José de las Mercedes Yéllici Sánchez       |              |
| 1970 | Bella Mercedes La Rosa De la Rosa                | Középdöntős  |
| 1971 | Jeannette Amelia de la Coromoto Donzella Sánchez |              |
| 1972 | María Antonietta Cámpoli Prisco                  | 3. helyezett |
| 1973 | Ana Paola Desireé Facchinei Rolando              |              |
| 1974 | Neyla Chiquinquirá Moronta Sangronis             |              |
| 1975 | Maritza Pineda Montoya                           |              |
| 1976 | Judith Josefina Castillo Uribe                   | 2. helyezett |
| 1977 | Cristal del Mar Montañez Arocha                  | Középdöntős  |
| 1978 | Marisol Alfonzo Marcano                          |              |
| 1979 | Maritza Sayalero Fernández                       | győztes      |
| 1980 | María Xavier "Maye" Brandt Angulo                |              |
| 1981 | Irene Lailín Sáez Conde                          | győztes      |
| 1982 | Ana Teresa Oropeza Villavicencio                 |              |
| 1983 | Paola Laura Ruggeri Ghigo                        | Középdöntős  |
| 1984 | Carmen María Montiel Avila                       | 3. helyezett |
| 1985 | Silvia Cristina Martínez Stapulionis             | 4. helyezett |
| 1986 | Bárbara Palacios Teyde                           | győztes      |
| 1987 | Inés María Calero Rodríguez                      | 4. helyezett |
| 1988 | Yajaira Cristina Vera Roldán                     | Középdöntős  |
| 1989 | Eva Lisa Larsdotter Ljung                        | Középdöntős  |
| 1990 | Andreína Katarina Goetz Blohm                    | Középdöntős  |
| 1991 | Jackeline Rodríguez Strefezza                    | TOP6         |
| 1992 | Carolina Eva Izsák Kemenyfy                      | TOP6         |
| 1993 | Milka Yelisava Chulina Urbanich                  | 3. helyezett |
| 1994 | Minorka Marisela Mercado Carrero                 | 3. helyezett |
| 1995 | Denyse del Carmen Floreano Camargo               | TOP6         |
| 1996 | Yoseph Alicia Machado Fajardo                    | győztes      |
| 1997 | Marena Josefina Bencomo Giménez                  | 2. helyezett |
| 1998 | Veruska Tatiana Ramírez                          | 2. helyezett |
| 1999 | Lucbel Carolina Indriago Pinto                   | TOP5         |
| 2000 | Claudia Cristina Moreno González                 | 2. helyezett |
| 2001 | Eva Mónica Anna Ekvall Johnson                   | 4. helyezett |
| 2002 | Cynthia Cristina Lander Zamora                   | 5. helyezett |
| 2003 | Mariángel Ruiz Torrealba                         | 2. helyezett |
| 2004 | Ana Karina Áñez Delgado                          |              |
| 2005 | Mónica Spear Mootz                               | 5. helyezett |
| 2006 | Jictzad Nakarhyt Viña Carreño                    |              |
| 2007 | Lidymar Carolina "Ly" Jonaitis Escalona          | 3. helyezett |
| 2008 | Dayana Sabrina Mendoza Moncada                   | győztes      |
| 2009 | Stefanía Fernández Krupij                        | győztes      |
| 2010 | Marelisa Gibson Villegas                         |              |
| 2011 | Vanessa Andrea Goncalves Gómez                   | Top 16       |
| 2012 | Irene Esser                                      | 3. helyezett |
| 2013 | María Gabriela Isler                             | győztes      |

### Miss World
A Miss World versenyen 1955 óta vesz részt Venezuela. Az első versenyre a Miss Venezuela győztesét küldték, aki rögtön el is nyerte a Miss World címet. Azóta azonban az esetek többségében a Miss Venezuela verseny 2. helyezettje vesz részt, aki a Miss Venezuela Mundo címet viseli. Az alábbi táblázat a versenyzők és államuk neve mellett a Miss World versenyen elért eredményeiket mutatja.
| Év   | Név                                      | Helyezés     |
| ---- | ---------------------------------------- | ------------ |
| 1955 | Carmen Susana Duijm Zubillaga            | győztes      |
| 1956 | Celsa Drucila Pieri Pérez                |              |
| 1957 | Consuelo Leticia Nouel Gómez             |              |
| 1958 | Ida Margarita Pieri Pérez                |              |
| 1959 | –                                        |              |
| 1960 | Miriam Maritza Estévez Acevedo           | visszalépett |
| 1961 | Bexi Cecilia Romero Tosta                |              |
| 1962 | Betzabé Franco Blanco                    | középdöntős  |
| 1963 | Milagros Galíndez Castillo               |              |
| 1964 | Mercedes Hernández Nieves                | középdöntős  |
| 1965 | Nancy Elizabeth González Aceituno        |              |
| 1966 | Jeannette Kopp Arenas                    |              |
| 1967 | Irene Margarita Böttger González         |              |
| 1968 | María Dolores (Cherry) Núñez Rodríguez   |              |
| 1969 | Marzia Rita Gisela Piazza Suprani        | 5. helyezett |
| 1970 | Tomasa Nina (Tomasita) de las Casas Mata |              |
| 1971 | Ana María Padrón Ibarrondo               | középdöntős  |
| 1972 | Amalia del Carmen Heller Gómez           |              |
| 1973 | Edicta de los Angeles García Oporto      |              |
| 1974 | Alicia Rivas Serrano                     |              |
| 1975 | María de la Concepción Alonso Bustillos  | középdöntős  |
| 1976 | Maria Genoveva Rivero Giménez            | középdöntős  |
| 1977 | Jacqueline van den Branden               |              |
| 1978 | Katy Patricia Tóffoli Andrade            | középsdöntős |
| 1979 | Tatiana Capote Abdel                     | kizárták     |
| 1980 | Hilda Astrid Abrahamz Navarro            | középdöntős  |
| 1981 | Carmen Josefina (Pilín) León Crespo      | győztes      |
| 1982 | Michelle Marie Shoda Belloso             |              |
| 1983 | Carolina del Valle Cerruti Duijm         |              |
| 1984 | Astrid Carolina Herrera Irazábal         | győztes      |
| 1985 | Ruddy Rosario Rodríguez de Lucía         | döntős       |
| 1986 | Maria Begoña Juaristi Mateo              | döntős       |
| 1987 | Albany Josefina Lozada Jiménez           | 2. helyezett |
| 1988 | Emma Irmgard Marina Rabbe Ramírez        | döntős       |
| 1989 | Fabiola Chiara Candosín Marchetti        |              |
| 1990 | Sharon Raquel Luengo González            | 3. helyezett |
| 1991 | Ninibeth Beatriz Leal Jiménez            | győztes      |
| 1992 | Francis del Valle Gago Aponte            | 3. helyezett |
| 1993 | Mónica Lei Scaccia                       | döntős       |
| 1994 | Irene Esther Ferreira Izquierdo          | 3. helyezett |
| 1995 | Jacqueline María Aguilera Marcano        | győztes      |
| 1996 | Anna Cepinska Miszczak                   | döntős       |
| 1997 | Christina Dieckmann Jiménez              |              |
| 1998 | Verónica Schneider Rodríguez             |              |
| 1999 | Martina Thorogood Heemsen                | 2. helyezett |
| 2000 | Vanessa Maria Cárdenas Bravo             |              |
| 2001 | Andreina del Carmen Prieto Rincón        |              |
| 2002 | Goizeder Victoria Azua Barrios           | TOP10        |
| 2003 | Valentina Patruno Macero                 | középdöntős  |
| 2004 | Andrea Maria Milroy Díaz                 |              |
| 2005 | Berliz Susan Carrizo Escandela           |              |
| 2006 | Alexandra Federica Guzmán Diamante       | középdöntős  |
| 2007 | Claudia Paola Suárez Fernández           | középdöntős  |
| 2008 | Hannelly Zulami Quintero Ledezma         | középdöntős  |
| 2009 | María Milagros Véliz Pinto               |              |
| 2010 | Adriana Cristina Vasini Sánchez          | 3. helyezett |
| 2011 | Ivian Sarcos                             | Győztes      |
| 2012 | Gabriella Ferrari                        |              |
| 2013 | Karen Soto                               |              |

### Miss International
A Miss International versenyen Venezuela már a kezdetektől, 1960 óta részt vesz. Hatszor nyertek, ebből az utolsó 5 győzelmet 1997 óta szerezték, ráadásul 1997 és 2006 között minden harmadik évben megnyerte az ország ezt a versenyt.
| Év   | Név                                     | Helyezés     |
| ---- | --------------------------------------- | ------------ |
| 1960 | Gladys (Laly) Ascanio Arredondo         | középdöntős  |
| 1961 | Gloria Lilué Chaljub                    |              |
| 1962 | Olga Antonetti Nuñez                    | középdöntős  |
| 1963 | Norah Luisa Duarte Rojas                |              |
| 1964 | Lisla Vilia Silva Negrón                | középdöntős  |
| 1965 | Thamara Josefina Leal                   |              |
| 1966 | A versenyt nem rendezték meg            |              |
| 1967 | Cecilia Picón-Febres                    |              |
| 1968 | Jovann Navas Ravelo                     |              |
| 1969 | Cristina Mercedes Keusch Pérez          | középdöntős  |
| 1970 | Marzia Rita Gisela Piazza Suprani       |              |
| 1971 | Sonia Zaya Ledezma Corvo                |              |
| 1972 | Marilyn Plessmann Martínez              | középdöntős  |
| 1973 | Hilda Elvira Carrero García             | középdöntős  |
| 1974 | Marisela Carderera Marturet             |              |
| 1975 | María del Carmen Yamel Díaz Rodríguez   |              |
| 1976 | Betzabeth Ayala                         | középdöntős  |
| 1977 | Betty Paredes                           |              |
| 1978 | Dora Maria (Doris) Fueyo Moreno         |              |
| 1979 | Nilza Josefina Moronta Sangronis        |              |
| 1980 | Graciela Lucía Rosanna La Rosa Guarneri | középdöntős  |
| 1981 | Miriam Quintana                         | középdöntős  |
| 1982 | Amaury Martínez Macero                  |              |
| 1983 | Donnatella (Donna) Bottone Tiranti      |              |
| 1984 | Miriam Leyderman Eppel                  | 2. helyezett |
| 1985 | Alejandrina "Nina" Sicilia Hernandez    | győztes      |
| 1986 | Nancy Josefina Gallardo Quiñones        | középdöntős  |
| 1987 | Begoña Victoria (Vicky) García Varas    | középdöntős  |
| 1988 | María Eugenia Duarte Lugo               |              |
| 1989 | Beatriz Carolina Omaña Trujillo         | 3. helyezett |
| 1990 | Vanessa Cristina Holler Noel            | középdöntős  |
| 1991 | Niurka Auristela Acevedo                |              |
| 1992 | Maria Eugenia Rodríguez Noguera         | középdöntős  |
| 1993 | Rina Faviola Mónica Spitale Baiamonte   | középdöntős  |
| 1994 | Milka Yelisava Chulina Urbanich         | középdöntős  |
| 1995 | Ana Maria Amorer Guerrero               | 2. helyezett |
| 1996 | Carla Andreína Steinkopf Struve         | középdöntős  |
| 1997 | Consuelo Adler Hernández                | győztes      |
| 1998 | Daniela Kosán Montcourt                 | 2. helyezett |
| 1999 | Andreína Mercedes Llamozas González     | középdöntős  |
| 2000 | Vivian Ines Urdaneta Rincón             | győztes      |
| 2001 | Aura Consuelo Zambrano Alejos           | 2. helyezett |
| 2002 | Cynthia Cristina Lander Zamora          |              |
| 2003 | Goizeder Victoria Azua Barrios          | győztes      |
| 2004 | Eleidy María Aparicio Serrano           |              |
| 2005 | María Andrea Gómez Vásquez              | középdöntős  |
| 2006 | Daniela Anette di Giacomo di Giovanni   | győztes      |
| 2007 | Vanessa Jacqueline Gómez Peretti        | középdöntős  |
| 2008 | Dayana Carolina Colmenares Bocchieri    | középdöntős  |
| 2009 | Laksmi Rodríguez de la Sierra Solórzano | középdöntős  |
| 2010 | Ana Elizabeth Mosquera Gómez            | győztes      |
| 2011 | Jessica Cristina Barboza Schmidt        | 2. helyezett |
| 2012 | Blanca Aljibes                          |              |
| 2013 | Ellen Herrera                           |              |

### Miss Earth
A Miss Earth Venezuela versenyt 2005 és 2009 között a Samblin Model Venezuela modellügynökség szervezte meg. 2010-től a Miss Venezuela versenyen választják ki a világversenyre küldendő versenyzőt, aki a Miss Venezuela Tierra címet viseli.

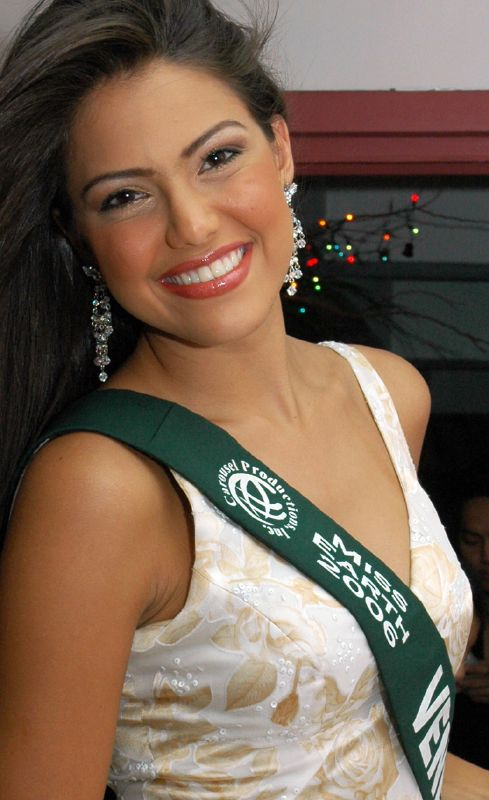
Marianne Puglia, Miss Earth 2006 4. helyezett

| Év   | Név                                        | Helyezés     |
| ---- | ------------------------------------------ | ------------ |
| 2001 | Lirigmel Gabriela Ramos Salazar            |              |
| 2002 | Dagmar Catalina Votterl Peláez             |              |
| 2003 | Driva Ysabella Cedeño Salazar              |              |
| 2004 | Enid Solsiret Herrera Ramírez              | visszalépett |
| 2005 | Alexandra Braun Waldeck                    | győztes      |
| 2006 | Marianne Pasqualina Puglia Martinez        | 4. helyezett |
| 2007 | Silvana Santaella Arellano                 | 3. helyezett |
| 2008 | María Daniela Torrealba Pacheco            | középdöntős  |
| 2009 | Jessica Cristina Barboza Schmidt           | 3. helyezett |
| 2010 | Mariángela Haydée Manuela Bonanni Randazzo | középdöntős  |
| 2011 | Caroline Gabriela Medina Peschiutta        | 4. helyezett |
| 2012 | Osmariel Villalobos                        |              |
| 2013 | Alyz Henriyh                               |              |

## Fordítás
Ez a szócikk részben vagy egészben  a   Miss Venezuela című angol Wikipédia-szócikk ezen változatának fordításán alapul.  Az eredeti cikk szerkesztőit annak laptörténete sorolja fel. Ez a jelzés csupán a megfogalmazás eredetét és a szerzői jogokat jelzi, nem szolgál a cikkben szereplő információk forrásmegjelöléseként.
Ez a szócikk részben vagy egészben  a   Miss Earth Venezuela című angol Wikipédia-szócikk ezen változatának fordításán alapul.  Az eredeti cikk szerkesztőit annak laptörténete sorolja fel. Ez a jelzés csupán a megfogalmazás eredetét és a szerzői jogokat jelzi, nem szolgál a cikkben szereplő információk forrásmegjelöléseként.